# CF Montréal
El Montreal Impact (en francès Impact de Montréal) és un club de futbol del Canadà que juga a la Major League Soccer, es troba a la ciutat de Mont-real, al Quebec. Tot i que va ser fundat el 2010 té els seus orígens en un equip de la USL.
El 2010 la Major League Soccer (MLS), principal competició futbolística dels Estats Units i del Canadà, va atorgar a la ciutat una franquícia per a participar en la lliga a partir del 2012. El seu principal rival és el Toronto FC.

## Història
A finals del 2007 es van fer moltes especulacions sobre un moviment de franquícia de la divisió inferior a la Major League Soccer. La construcció del Stade Saputo ampliable suggereix, a més, un interès per part del grup per ascendir a la primera divisió de la lliga nord-americana. Encara que el Toronto FC va celebrar un acord d'exclusivitat canadenc de tres anys que no expirava fins al 2009, va declarar el març del 2008 que amb gust donava la benvinguda a l'equip quebequès a l'MLS. El propietari de l'equip Joey Saputo es va reunir amb George Gillett (antic co-propietari del Liverpool FC i propietari dels Montreal Canadiens en aquestes dates) respecte a la propietat conjunta d'una possible franquícia de l'MLS. El 24 de juliol del 2008, l'MLS va anunciar que estava buscant afegir dos equips d'expansió per a la temporada 2011, dels quals l'equip de Mont-real va ser catalogat com un candidat.
El 22 de novembre del 2008 l'oferta del grup per a una franquícia de l'MLS no va ser acceptada pel comissionat Don Garber. En resposta a l'oferta guanyadora de Vancouver al març del 2009, l'Impact GM Nick De Santis va comentar que esperava que Saputo aconseguís una franquícia de l'MLS algun dia. El 16 de maig del 2009 el Mont-réal Gazette va informar que Garber i Saputo havien reprès les converses per a un equip d'expansió per començar a jugar el 2011.
El 7 de maig del 2010 Garber i Saputo van anunciar oficialment el club 19è de la Major League Soccer per a la temporada 2012. La franquícia de l'MLS és de propietat privada de la família Saputo.

## Nom
Pel que fa al nom es va mantenir el nom d'"Impact", Mont-real ha declarat oficialment la seva intenció de "mantenir la seva imatge i nom d'equip global. A més els funcionaris de Saputo, de la lliga i del club, la premsa i els documents oficials (és a dir, llocs web, comunicats de premsa) es refereixen al futur equip com el Montreal Impact.

## Estadi
L'estadi Saputo (en francès: Stade Saputo) és un estadi de futbol situat a la ciutat de Mont-real, Quebec (Canadà) que va ser inaugurat el 19 de maig del 2008. És la seu esportiva i administrativa del club Montreal Impact de la Major League Soccer. La seva capacitat actual és de 13.034 espectadors, però l'ingrés del club a l'MLS ampliarà la capacitat de l'estadi a uns 21.000 espectadors.
L'estadi Saputo es troba a les proximitats de l'Estadi Olímpic de Mont-real, a rue Sherbrooke Est° 4750.